# Nicolau de Sant Joan
Nicolau de Sant Joan participà en la Junta de Braços celebrada al palau de la Generalitat de Catalunya el 30 de juny de 1713. Com a membre del braç militar, va parlamentar en favor dels interessos de Starhemberg i en representació del sector moderat. Argumentà que, enfront de l'abandó aliat (l'Arxiducat d'Àustria i el Regne d'Anglaterra que havien donat suport l'aixecament contra Felip V d'Espanya) i la poca capacitat per a resistir una guerra amb Castella, calia considerar la submissió i provar de mantenir les Constitucions mitjançant la via política (tot i que aquesta via ja havia fracassat en moltes ocasions).